# 缺甲鱼纲
缺甲魚綱（Anaspida）是一類已滅絕的無頜脊椎動物，他們第一次出現在志留紀早期，由於環境動盪，其中大多數物種在早泥盆紀都滅絕。曾经被视为七鰓鰻的祖先。

## 特徵
缺甲魚綱為小型海洋無頜魚類，沒有沉重的骨盾，但有一條相當長的尾巴。

## 外部連結
- .   [2012-11-24]. （原始内容存档于2012-12-11） （英语）.
- Monroe M. H. .   [2012-11-24]. （原始内容存档于2012-12-11） （英语）.